# Megatánc
A Megatánc a TV2 magyar táncos tehetségkutató show-műsora. 2006 második felében futott, a Megasztár harmadik és negyedik szériája között, ahhoz hasonló formátummal, annak férfi műsorvezetőjével, Till Attilával és a harmadik széria zenei producerével, Novák Péterrel. A műsor nyertese Kováts Gergely Csanád lett, aki egy három hónapos New York-i táncösztöndíjat kapott a  Broadway Dance Centerbe.

## Formátum
A műsor a nyári válogatóval indult, ahonnan az öt tagú zsűri 41 táncost juttatott tovább. Ők egy táborban vettek részt, ahol az elődöntőkre készítették fel őket. Az elődöntőkből 16 fő, nyolc férfi, nyolc nő jutott tovább. Az ezt követő döntőkben már a nézők szavazatai és a zsűri döntése is számított. Az első hét döntőben két-két fő, egy nő és egy férfi esett ki, míg a nyolcadik döntőben Olter Wanda és Kováts Gergely Csanád egymással küzdöttek meg a Megatánc nyertesének címéért.

## Döntősök
| Nők 1. Olter Wanda 2. Karsai Zita 3. Kelemen Katalin 4. Samai Dóra 5. Nagy Tamara 6. Török Ildikó 7. Horváth Vanessa 8. Nagy Sarolta | Férfiak 1. Kováts Gergely Csanád 2. Túri Lajos 3. Baranya Dávid 4. Barczi László 5. Répás Máté 6. Anda László 7. Szabó Tamás 8. Rákász Dániel |

## Megatánc CD
A műsor indításával egy időben került a boltokban a Megatánc – A legjobb zenék (nem csak) táncolóknak! című album, melyen a műsor szignálján kívül 18 különböző táncstílust képviselő dal is helyet kapott. Az album összeállításában részt vett a műsor zenei producere, Novák Péter.
| #   | Cím                                                    | Előadó                          | Hossz |
| --- | ------------------------------------------------------ | ------------------------------- | ----- |
| 1.  | Megatánc (Szignál)                                     | Sero Muki Band feat. Kiss Erzsi |       |
| 2.  | Cha Cha (csacsacsa)                                    | Chelo                           |       |
| 3.  | Conga (szamba)                                         | Gloria Estefan                  |       |
| 4.  | Besame Mucho (rumba)                                   | Gadjo                           |       |
| 5.  | Mambo No 5 (A Little Bit Of…) (mambó)                  | Lou Bega                        |       |
| 6.  | Lambada (lambada)                                      | Kid Creole And The Coconuts     |       |
| 7.  | Nadie Me Comprende Como Tú (Don't Let Me…) (pasodoble) | Azucar Moreno                   |       |
| 8.  | Suavemente (Merengue) (merengue)                       | Elvis Crespo                    |       |
| 9.  | Son De Amores (Version Salsa) (salsa)                  | Andy & Lucas                    |       |
| 10. | Casi Un Bolero (bolero)                                | Ricky Martin                    |       |
| 11. | Olé Guapa (tangó)                                      | Danny Malando                   |       |
| 12. | 1Jailhouse Rock (rock and roll)                        | Elvis Presley                   |       |
| 13. | Boogie Woogie (boogie-woogie)                          | Count Basie And His Orchestra   |       |
| 14. | Begin The Beguine (beguine)                            | Artie Shaw & His Orchestra      |       |
| 15. | The Girl From Ipanema (Bossa Nova)                     | Chalie Byrd                     |       |
| 16. | When You're Good To Mama (show)                        | Mary McCarty                    |       |
| 17. | Brother Louie (diszkó)                                 | Modern Talking                  |       |
| 18. | It's Like That (hiphop)                                | Run–D.M.C. vs. Jason Nevins     |       |
| 19. | I Got You (I Feel Good) (funky)                        | James Brown                     |       |
| 20. | Megatánc Boogie (Dance Mix - Bonus track)              | Sero Muki Band feat. Kiss Erzsi |       |